# Macadade
Macadade (Makadade) ist ein osttimoresischer Suco in der Gemeinde Atauro.

## Geographie
Der Suco liegt im Südwesten der Insel Atauro. Nördlich liegt der Suco Beloi, östlich der Suco Maquili. Ponta Bi Sé bildet den westlichsten Punkt der Insel, im Süden liegt ein weiteres Kap, der Ponta Bere Harat. Vor der Gebietsreform 2015 hatte Macadade eine Fläche von 35,35 km². Nun sind es 38,36 km², nachdem die Grenzen zu den Nachbarsucos neu gezogen wurden. Der Ort Mau-Laku liegt nun im Suco Maquili. Der Suco teilt sich in die vier Aldeias Anartuto (Anartutu, Makadade, Makdadi), Berau, Bite und Ili-Timur.
Markant sind im Suco drei Berge: Der Foho Tutonairana, der Foho Berau und der Mano Côco (Foho Manococo, Manucoco), der mit 999 m höchste Punkt der Insel. Das Gebiet um den Mano Côco ist ein Naturreservat und eine Important Bird Area.
Neben den Feldern gibt es vor allem Grasland mit Eucalyptusbäumen (Eucalyptus alba) Trocken- und immergrüne, tropische Wälder, vor allem auf den Bergen und in Schluchten. Die Bäume im tropischen Bergwald am Mano Côco erreichen 15 bis 20 m Höhe.
Der Hauptort Anartuto, im Nordosten des Sucos, ist die zweitgrößte Ortschaft der Insel Atauro. Mittwochs wird hier ein Markt abgehalten, auf dem Fisch, Ziegen, Gemüse und Hühner verkauft werden. Außerdem gibt es hier eine Grundschule, ein medizinisches Zentrum und einen Hubschrauberlandeplatz für Notfälle. Direkt östlich befindet sich das Dorf Bite und weiter nordöstlich das Dorf Ili-Timur. Im Südosten liegen an der Küste die Orte Nameta und Berau. Berau verfügt über eine Vorschule, eine Grundschule, ein medizinisches Zentrum und eine Sekundärschule.

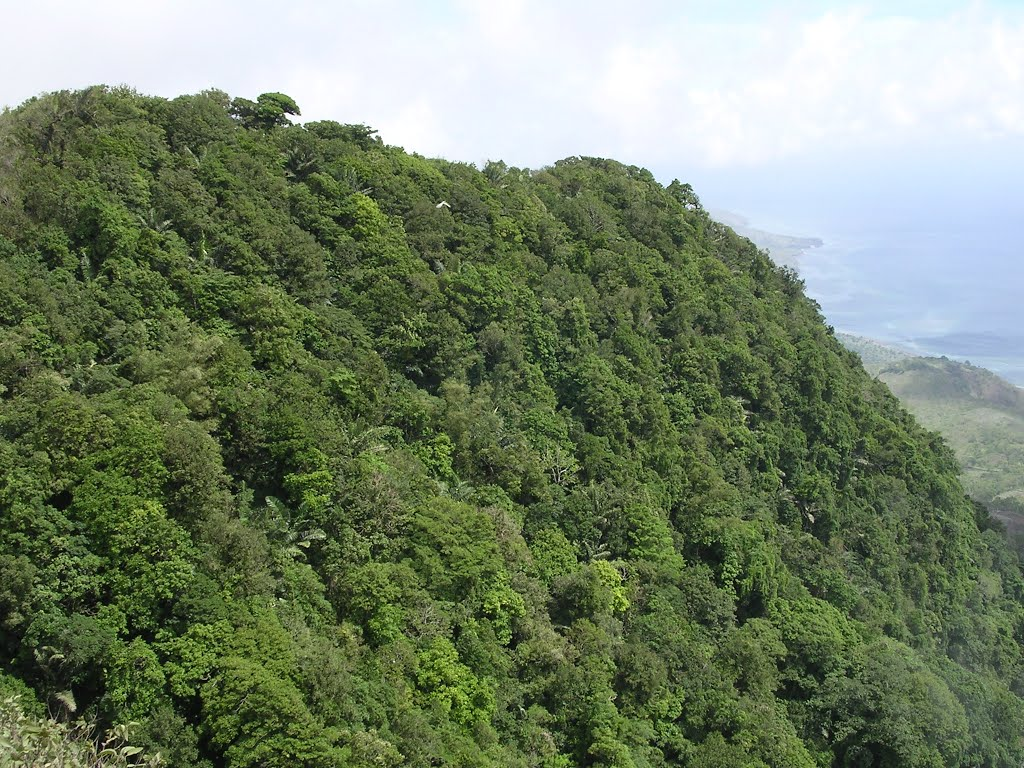
Immergrüner, tropischer Wald am Mano Côco, zu Beginn der Regenzeit
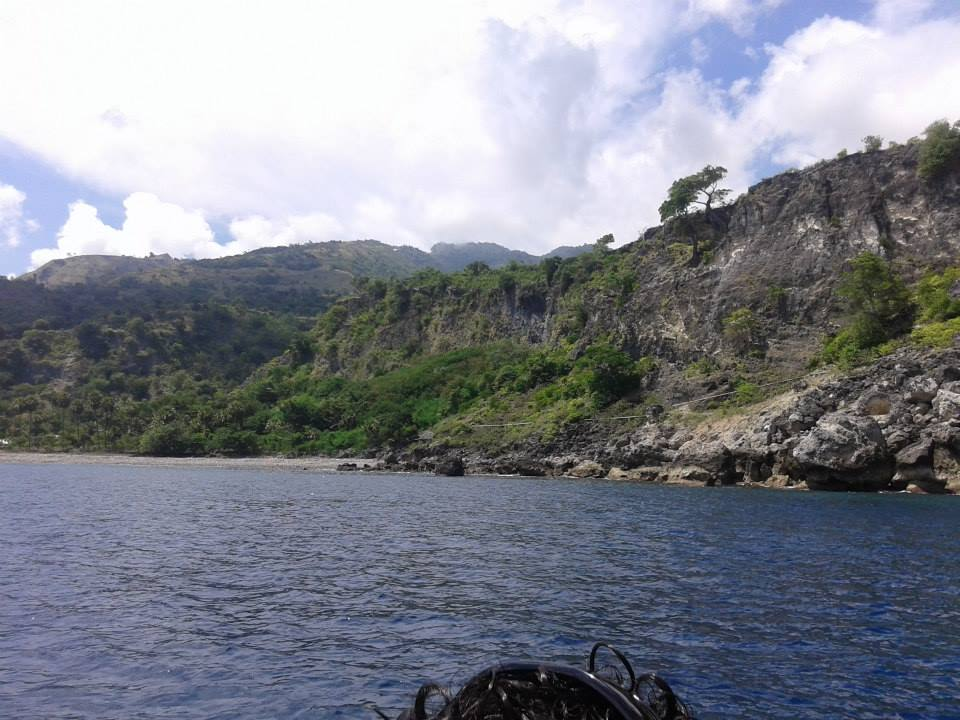
Zwischen Berau und Vila
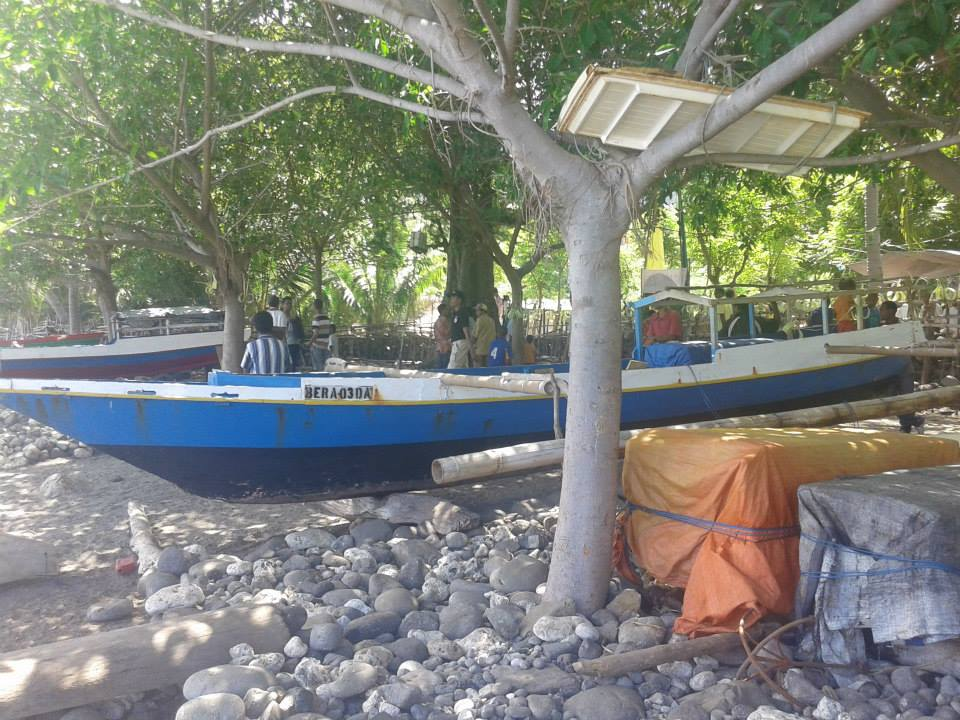
Strand von Berau
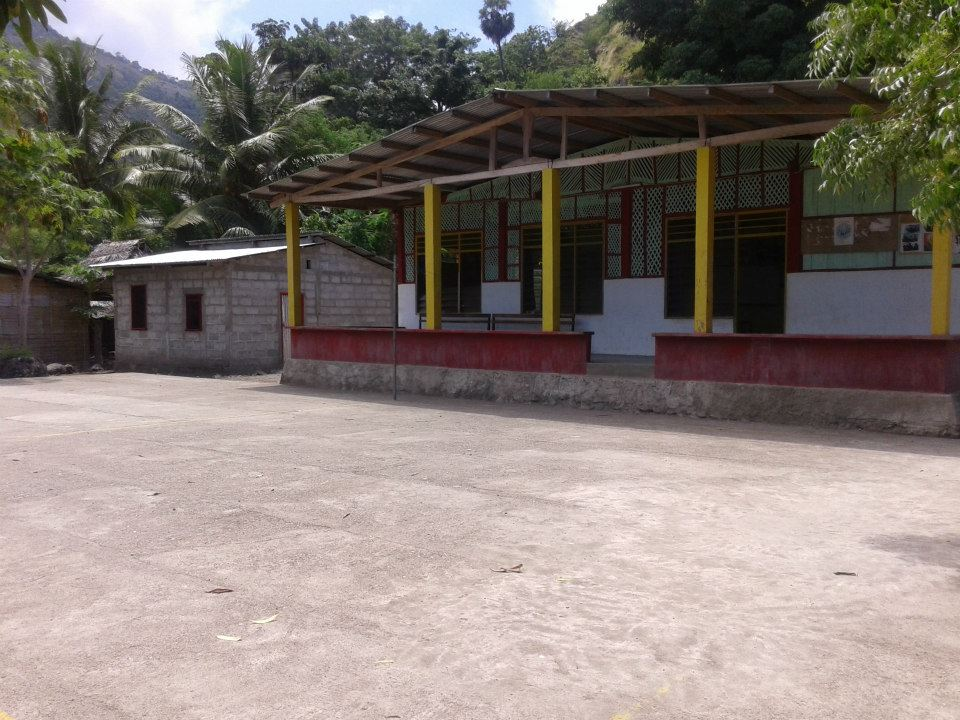
Casa de Apoio der katholischen Kirche in Berau

## Einwohner

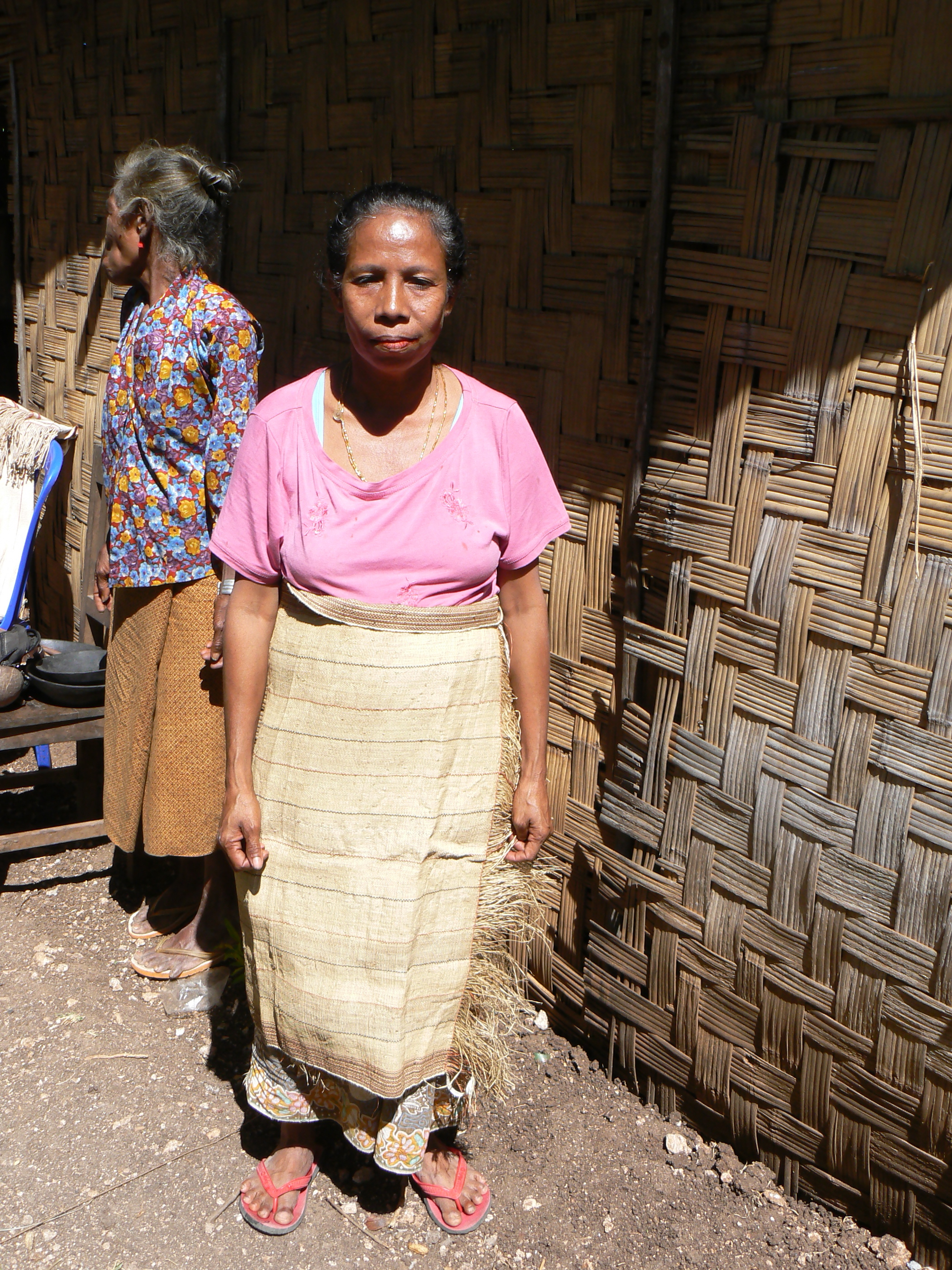
Frau in Macadade mit selbstgewebten Rock aus Rapin Hirik

In Macadade leben 2.008 Einwohner (2022), davon sind 992 Männer und 1.016 Frauen. Im Suco gibt es 439 Haushalte. Fast 97 % der Einwohner geben Raklungu als ihre Muttersprache an, einen Dialekt des Wetars (auch Atauru genannt). Dieser wird allgemein im Südwesten Atauros von den 1800 Angehörigen des ansässigen Adade-Stamms gesprochen. Sprachzentren sind die Dörfer Anartuto und Manroni. Mehr als 2 % der Bevölkerung sprechen als Muttersprache Tetum Prasa und eine kleine Minderheit Fataluku.

## Kultur
Nur in Macadade wird Rapin Hirik hergestellt, ein Stoff auf Palmblätterfasern, der traditionell für die Kleidung der Einwohner Atauros verwendet wurde. Der Name stammt aus der Sprache Raklungu. „Rapin“ bedeutet auf Deutsch „Tuch“ und „hirik“ heißt „Palme“. Erst zu Beginn der indonesischen Besatzungszeit 1975 verschwand das Material aus dem Alltag und man wechselte zu importierten Textilien aus industrieller Produktion. Heute wird die traditionelle Kleidung noch bei kulturellen Veranstaltungen verwendet.

## Politik
Bei den Wahlen von 2004/2005 wurde Lucas de Jesus A. zum Chefe de Suco gewählt. Bei den Wahlen 2009 gewann Carlito Soares Maia, 2016 Leonito Maria Nunes. und 2023 Jeremias Alves.